# Fabiano Contarato
Fabiano Contarato (Nova Venécia, 20 de junho de 1966) é um professor de direito, delegado da polícia civil e político brasileiro, filiado ao Partido dos Trabalhadores (PT). É senador pelo Espírito Santo. Foi líder da bancada do PT no Senado em 2023.
Formado em direito pela Universidade Vila Velha, começou a trabalhar como delegado da Polícia Civil do Estado do Espírito Santo em 1992, encontrando-se licenciado do cargo. Foi delegado de Delitos de Trânsito por mais de dez anos e assumiu a direção geral do Departamento Estadual de Trânsito (Detran-ES). Em 2016, foi nomeado Corregedor-Geral do Estado na Secretaria de Estado de Controle e Transparência (SECONT/ES). É também palestrante e ativista humanitário.
Foi o candidato ao Senado mais votado de seu estado nas eleições de 2018, com 1.117.036 votos, pela Rede Sustentabilidade (REDE), sendo a primeira vez em que disputou um cargo eletivo. Tornou-se, assim, o primeiro homossexual assumido a ser eleito para o Senado brasileiro.

## Biografia

### Família, educação e carreira
Natural de Nova Venécia, Contarato nasceu em 20 de junho de 1966, sendo filho de um motorista de ônibus e de uma dona de casa. Graduado em Direito pela Universidade Vila Velha, possui pós-graduação em Direito Penal e Direito Processual Penal pela Universidade Gama Filho. Posteriormente, foi na Universidade Vila Velha que também atuou na carreira acadêmica, como professor de Direito Penal.
Em 1992, Contarato foi empossado no cargo de delegado da Polícia Civil do Estado do Espírito Santo. Foi o delegado titular da Delegacia de Delitos do Trânsito, o que lhe possibilitou se tornar conhecido entre os capixabas. Também chefiou o Departamento Estadual de Trânsito (Detran-ES) e foi corregedor-geral do Espírito Santo.

### Vida pessoal
Contarato afirmou ter descoberto sua homossexualidade na juventude, embora "reprimia isso por um freio moral." Em novembro de 2017, casou-se com o fisioterapeuta Rodrigo Groberio. É pai de Gabriel, adotado em 2017, e Mariana, adotada em 2020.

## Carreira política

### Eleição estadual de 2014
Inicialmente anunciado como candidato a senador pela coligação 'Pra Frente Espírito Santo', que apoiava a reeleição do governador Renato Casagrande (PSB), acabou desistindo da candidatura, sendo substituído pelo ex-prefeito de Vila Velha, Neucimar Fraga (PV).

### Eleição estadual de 2018

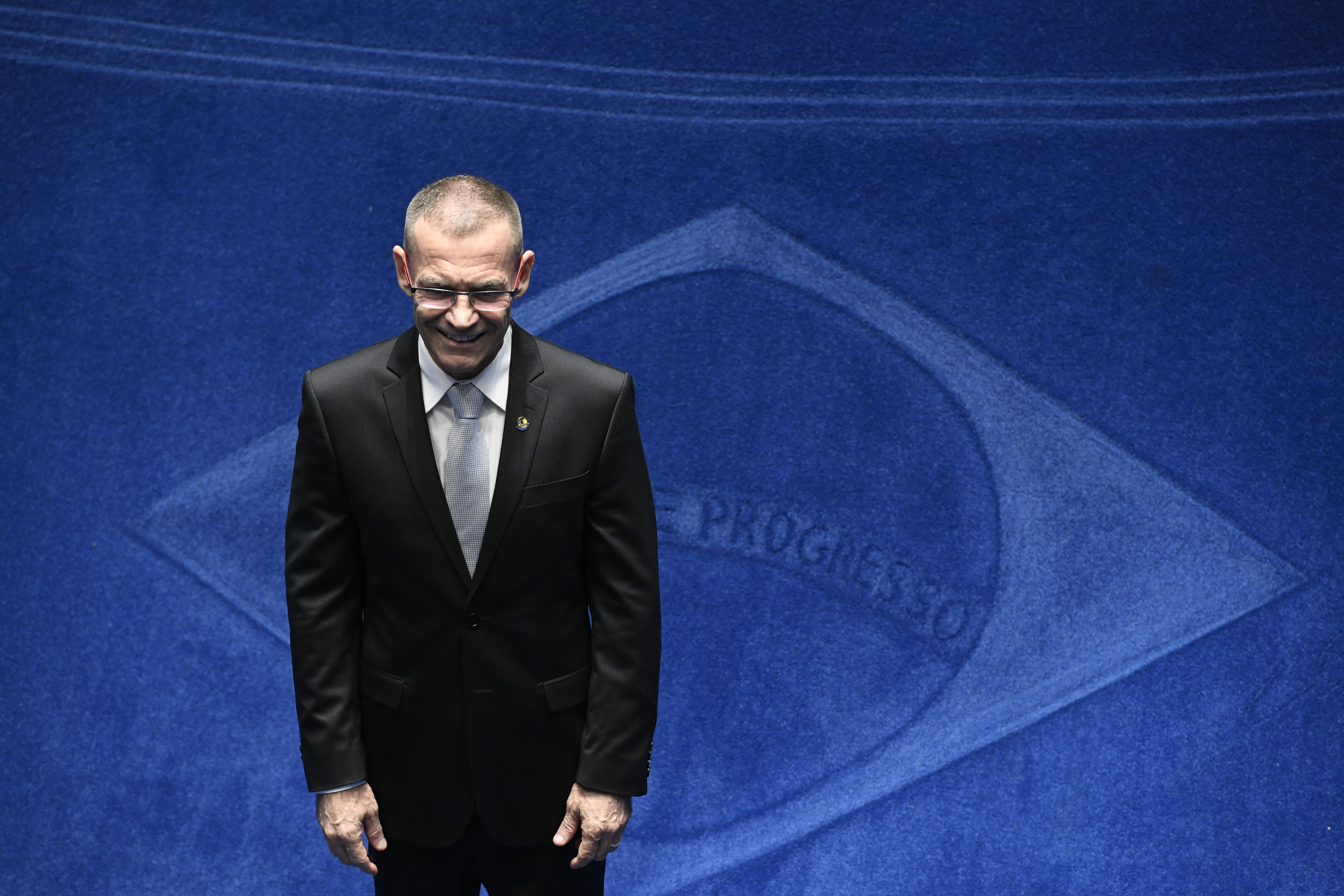
Contarato durante a solenidade de sua posse como senador (2019)

Contarato concorreu ao Senado da Federal na eleição de 2018 pela Rede Sustentabilidade. Anteriormente, foi filiado ao Partido da República, que o nomeou candidato ao Senado em 2014, candidatura a qual Contarato desistiu alegando motivações pessoais.
Durante sua campanha, Contarato enfatizou a defesa da família e propostas relacionadas à segurança pública. Manifestou-se em apoio aos direitos humanos e em oposição ao aborto, misturando, de acordo com a revista Carta Capital, "aspectos que dialogam tanto com ideias progressistas, quanto posições conservadoras."
Em 7 de outubro, Contarato foi eleito senador com 1.117.036 votos (31,15%), contrariando as pesquisas de opinião, que indicavam favoritismo dos senadores Magno Malta e Ricardo Ferraço. Sua vitória converteu-o no primeiro homossexual assumido a ser eleito para o Senado Federal do Brasil.

### Mandato

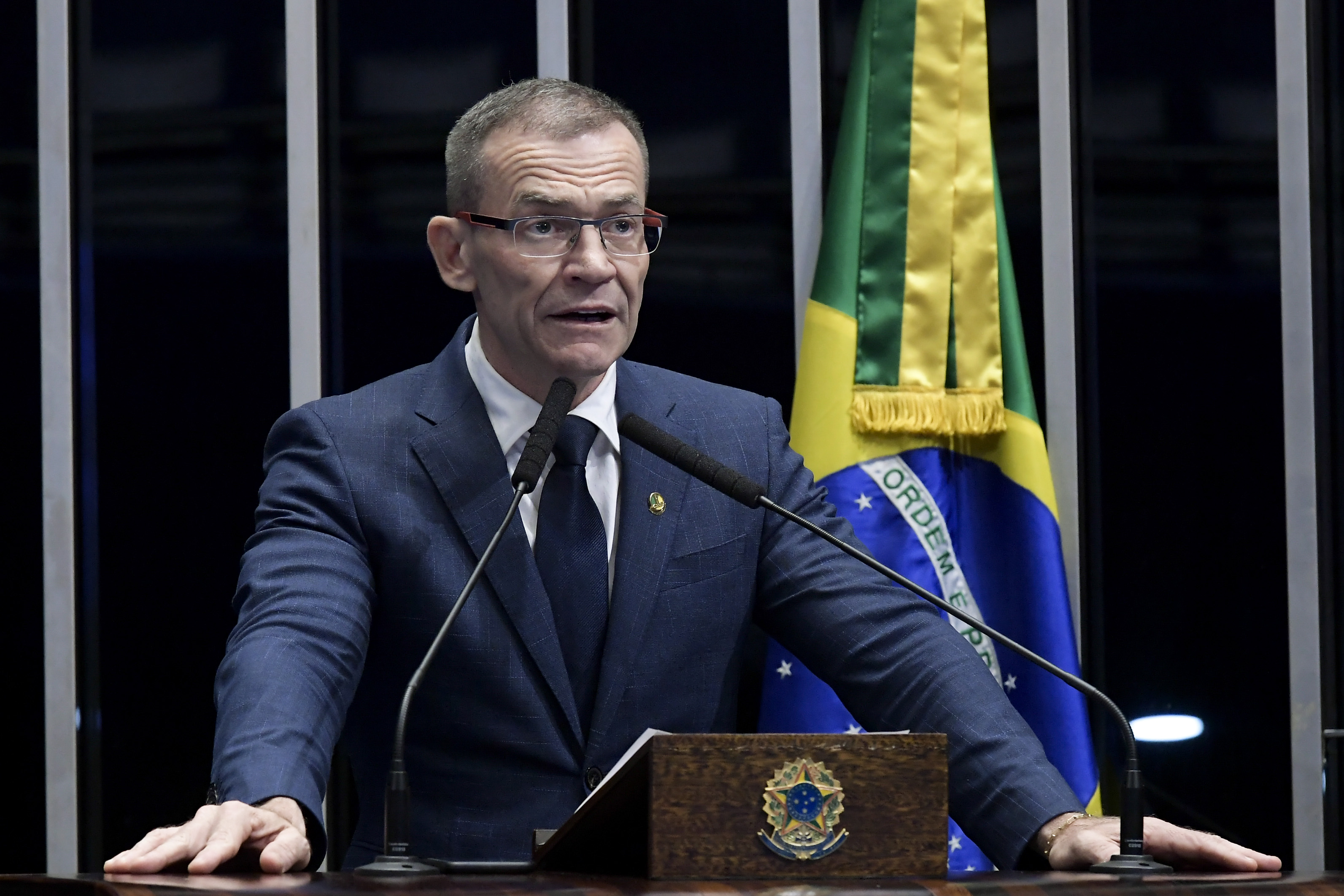
Contarato discursando no Plenário do Senado Federal do Brasil, em maio de 2019.

Em 1º de fevereiro de 2019, Contarato foi empossado senador da República. Foi designado membro titular da Comissão de Constituição, Justiça e Cidadania e da Comissão de Meio Ambiente, dentre outras. Integrante do Bloco Parlamentar Senado Independente, declarou apoio a Davi Alcolumbre, presidente eleito do Senado, e neutralidade em relação ao governo do presidente Jair Bolsonaro.
Como senador, Contarato propôs 50% de candidaturas por gênero nas eleições legislativas, criticou duramente o ministro Sergio Moro pelas conversas divulgadas pelo The Intercept, se opôs à flexibilização do posse de armas, e recorreu à Justiça para que o governo brasileiro aceitasse doações estrangeiras destinadas ao combate aos incêndios florestais na Amazônia em 2019.
No dia 13 de dezembro de 2021, anunciou que saiu do Rede Sustentabilidade e filiou-se ao Partido dos Trabalhadores (PT). O convite para entrada no partido foi feito pelo ex-presidente Luiz Inácio Lula da Silva e em nota Fabiano agradeceu à REDE pelo tempo na legenda.
Sobre sua ida ao PT, Fabiano escreveu em nota: "Os governos liderados pelo PT devolveram ao país credibilidade internacional, permitiram aos pobres cursar universidade, expandiram a estrutura de ensino no país, abriram os porões da ditadura com a Comissão Nacional da Verdade, democratizaram a participação da sociedade nas decisões de governo, geraram crescimento econômico alinhado com políticas sociais exitosas, devolveram aos brasileiros o orgulho nacional. Seus erros foram investigados e devidamente punidos pela Justiça. Defendo que a lei vale para todos e tem de ser cumprida doa a quem doer. Seguimos junto aos brasileiros e brasileiras para, com esperança e força, vencer as trevas da ignorância que vitimam o Brasil. A Constituição Cidadã de 1988 é nossa bússola".
Em 2023, Contarato assumiu a liderança da bancada do Partido dos Trabalhadores (PT) no Senado Federal.

## Desempenho eleitoral
| Ano  | Eleição                     | Partido | Candidato a | Votos     | %      | Resultado | Ref.   |
| ---- | --------------------------- | ------- | ----------- | --------- | ------ | --------- | ------ |
| 2018 | Estaduais no Espírito Santo | REDE    | Senador     | 1.117.036 | 31,15% | Eleito    | [ 26 ] |

## Condecorações
| Insígnia | País   | Honra                                 | Data                   |
| -------- | ------ | ------------------------------------- | ---------------------- |
|          | Brasil | Grande Oficial da Ordem de Rio Branco | 21 de novembro de 2023 |